# Ehrenfriedhof Am Großen Berg

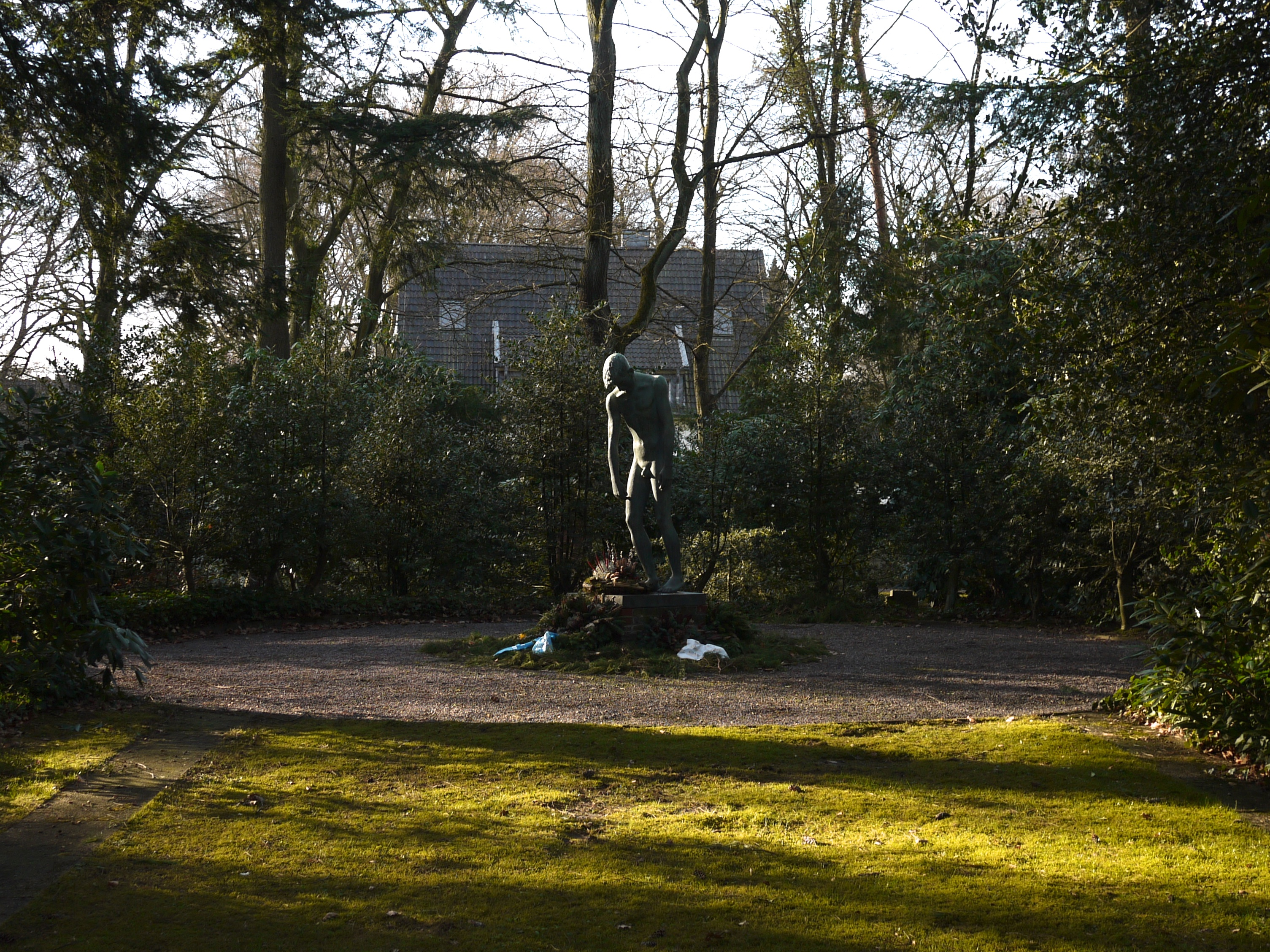
Zusammenbrechender Krieger

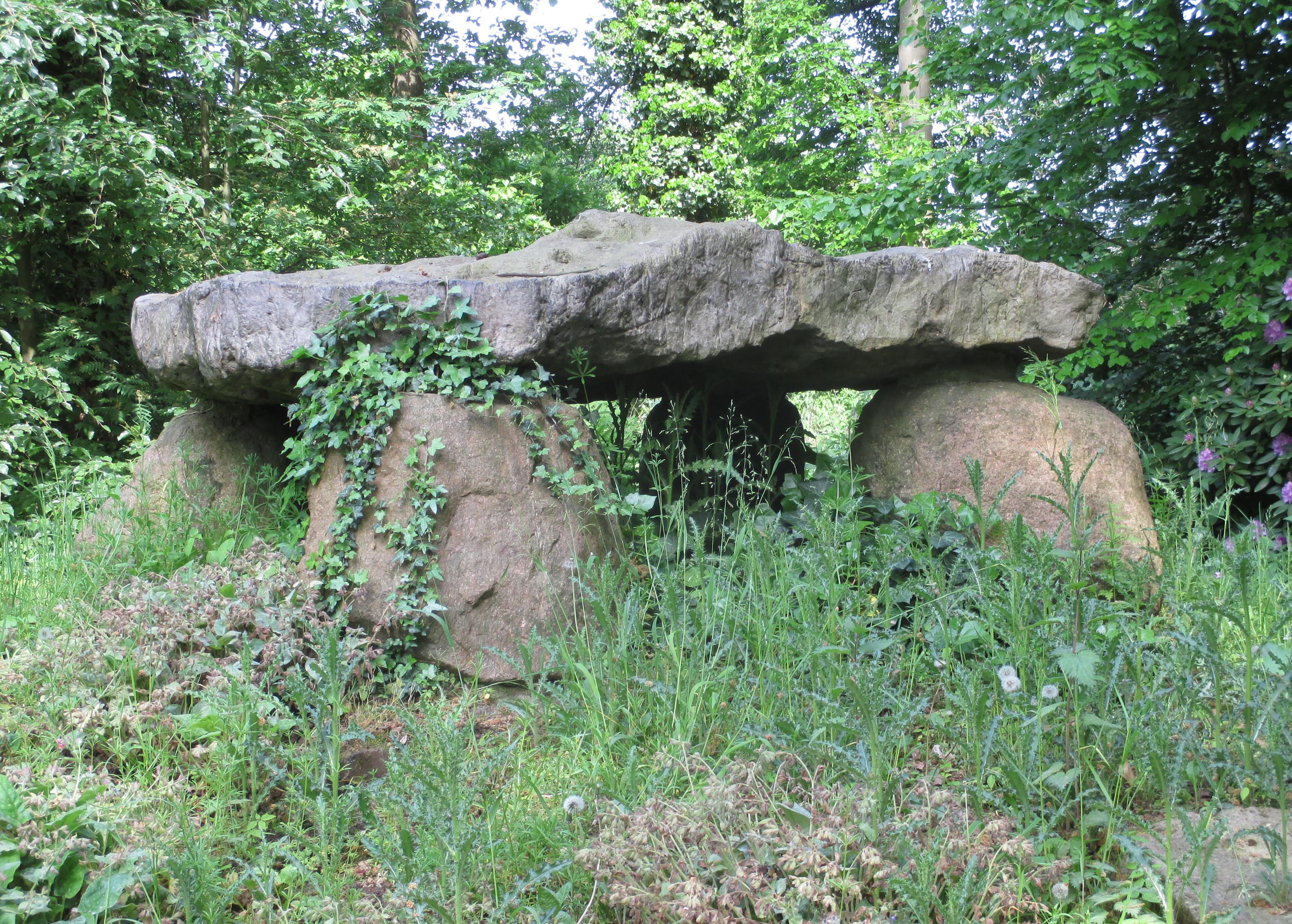
Hünengrab

## Entstehungsgeschichte
Der Ehrenfriedhof Am Großen Berg befindet sich im Waldgebiet Uhlenhorst in Mülheim an der Ruhr. Auf einer Gesamtfläche von etwa 2,7 ha befinden sich insgesamt 690 Gräber. Der Friedhof wurde im Oktober 1914 auf Beschluss der Mülheimer Stadtverordnetenversammlung (Ratssitzung vom 29. September 1914) errichtet; die erste Beisetzung erfolgte am 14. November 1914. Ursprünglich als Ruhestätte für getötete Soldaten des Ersten Weltkriegs gedacht, nahm er im Zweiten Weltkrieg sowohl heimgeholte Gefallene als auch bei der Bombardierung Mülheims getötete Männer, Frauen und Kinder auf. Zu den dort aufgestellten Kunstwerken zählt unter anderem der Zusammenbrechende Krieger von Hermann Lickfeld, eingeweiht im November 1933. An die Toten des Ersten Weltkriegs erinnert die Nachbildung eines Hünengrabes, das sich aber erst seit 1980 auf der Friedhofsanlage befindet. Es war 1932 zu Ehren der Gefallenen des 5. Lothringischen Infanterieregiments 144, dessen Ersatzbataillon in Mülheim stationiert war, errichtet worden – ursprünglich noch mit einem Stahlhelm und einem Schwert verziert – und befand sich bis zur Verlagerung 1980 am Ganghoferweg bei Haus Hammerstein im Stadtteil Broich.
1988 wurde der Friedhof unter Denkmalschutz gestellt.